# Astrantia minor
Astrantia minor és una espècie de planta herbàcia Apiàcia.

## Descripció
A. minor arriba a fer 15–30 cm d'alt i té les tiges simples, rarament estan embrancades a la part superior. Les fulles basals són de dos tipus unes pinnatisectes i les altres pinnatipartites; les làmines de les fulles tenen (5) 7 (8) segments d'1-3 (4.5) x 0.5 -1.3 cm. La inflorescència és desigual tenen 30-40 flord per umbel·la. Els fruits són ovoides (1.5) 2–5 mm.
Difereix de l'Astrantia major, per ser de mida més petita i pels segments de les fulles basals.

## Hàbitat
A la muntanya alpina i subalpina junt amb Rhododendron ferrugineum. Prefereix els sòls silícics i les altituda a (1850) 2100 - 2300 (2600) metres. Floreix de juliol a agost i fructifica l'agost-setembre.

## Distribució
Endèmica d'Europa central i meridional. A la península Ibèrica i als Països Catalans només es troba als Pirineus amb el límit sud a la Vall de Benasc.

## Taxonomia
Sinònims:
- Astrantia alpina Clairv. [1811, Man. Herbor. : 78]
- Astrantia major subsp. minor (L.) Bonnier i Layens [1894, Fl. Fr. : 135]
- Astrantia helleborifolia Salisb. [1796, Prodr. : 159] [nom. illeg.]
- Astrantia digitata Moench[1][2][3]